# Tillandsia 'Madre'
Tillandsia 'Madre' es un  cultivar híbrido del género Tillandsia perteneciente a la familia  Bromeliaceae.
Es un híbrido creado  con las especies Tillandsia chiapensis × Tillandsia roland-gosselinii.